# Over Water
Der Over Water ist ein See im Lake District, Cumbria, England. Der Over Water ist ein natürlicher See, der in den 1920er Jahren zur Wasserversorgung von Wigton weiter aufgestaut wurde.
Der See ist Teil eines Site of Special Scientific Interest (SSSI). Der See weist einen mittleren Nährstoffgehalt auf. Er ist von besonderer Artenvielfalt für einen derartigen kleinen Bergsee. Der See selbst ist im Besitz des National Trust, während das umgebende Land Privatbesitz ist.
Der unbenannte Abfluss des Little Tarn und einige andere unbenannte kleinere Gewässer speisen den Over Water. Sein Abfluss verlässt ihn nach Nordosten und mündet wenig abwärts von links in den River Ellen, der selbst kurz danach in derselben Richtung das Chapelhouse Reservoir speist.